# Ryan Powell
Pas d'image ? Cliquez ici

a Compétitions nationales et continentales officielles uniquement.

b Matchs officiels uniquement.
Ryan Denvers Powell, né le 1er juillet 1980 à Panteg au pays de Galles, est un joueur international gallois de rugby évoluant au poste de demi de mêlée. 

## Biographie
Il a connu sa première sélection le 8 juin 2002 contre l'équipe d'Afrique du Sud.
Il connaît sa dernière sélection le 16 novembre 2002 contre l'équipe du Canada.

## Statistiques en équipe nationale
- 3 sélections avec le pays de Galles